# Pier Luigi Vestrini
Pier Luigi Vestrini (* 26. Januar 1905 in Florenz; † 30. November 1989 in Rosignano Marittimo) war ein italienischer Ruderer und Maler.

## Biografie
Pier Luigi Vestrini wurde zusammen mit seinem Bruder Renzo Vestrini und Steuermann Cesare Milani 1927 und 1929 Europameister im Zweier mit Steuermann. Zudem wurde das Brüderpaar 1927 auch im Zweier ohne Steuermann Europameister.
Bei den Olympischen Spielen 1928 in Amsterdam erreichte das Trio das Viertelfinale der Zweier mit Steuermann-Regatta. Renzo, der mit Fieber startete, fiel während des Rennens erschöpft ins Wasser, wodurch das Boot kenterte und ausschied. Während seiner Karriere gewann Pier Luigi Vestrini vier italienische Meistertitel. Auch sein Bruder Roberto Vestrini war als Ruderer aktiv.
Nach den Olympischen Spielen zog er sich vom Rudersport zurück und widmete sich der Jagdhundezucht. Er war Mitbegründer des Pointer Club Italia. Er spezialisierte sich mit seinem Sohn Augusto auf die Zucht von English Settern.
Als Schüler von Angiolo Tommasi widmete sich Pier Luigi auch der Malerei von Jagdszenen, Maremma, Pferden, Cowboys und Ochsen. Seine Gemälde wurden in zahlreichen Kunstmagazinen veröffentlicht.